# In iure cessio
In het Romeins recht was een in iure cessio een wijze van eigendomsoverdracht in de vorm van een schijnrechtszaak. De rechtsfiguur komt al voor in de Twaaltafelenwet. De vervreemder en de verwerver verschenen voor de praetor of de cognitierechter. De ene eiste het goed of de persoon op en de andere gaf onmiddellijk toe. Er was dus een bekentenis in de eerste fase van het proces, met de bekende gevolgen die daaraan gekoppeld werden. In de cognitieprocedure werd dan een vonnis geschreven door de rechter. De cessie had kracht van gewijsde. Ze werd ook geregistreerd door de rechtbank.
In het Nederlands noemen we deze procedure ook "willige rechtspraak", een rechterlijke beslissing die geveld werd tussen partijen die ermee akkoord gingen. Ook dat was een formele overdracht: er werd geen rekening gehouden met het hoe of waarom van de overdracht. Het is niet duidelijk of nadien een derde dat goed nog kon revindiceren. Er was wellicht geen vrijwaring tegen uitwinning met de actio ex auctoritate. 
De in iure cessio komt niet meer voor in de teksten van het corpus iuris. De in iure cessio werd nochtans courant gebruikt in de middeleeuwen. Bij overdracht van onroerend goed was het overal gebruikelijk het goed in willige rechtspraak op te eisen voor de plaatselijke schepenbank, zodat de overdracht bekend en geregistreerd was. Zo’n vonnis op willige rechtspraak had kracht van gewijsde tussen de partijen: de verweerder kon het goed nooit meer terugeisen.